# Paoua
Paoua ist die Hauptstadt der Präfektur Lim-Pendé in der Zentralafrikanischen Republik. Sie hat 24.329 Einwohner (Stand 2022) und liegt im Nordwesten des Landes, in der Nähe der Grenze zum Tschad.

## Geographie
Die Gegend um Paoua gilt als Kornkammer der Zentralafrikanischen Republik. Zahlreiche Flüsse durchziehen die Ebene. Das Zentrum von Paoua liegt am Nordostufer des gleichnamigen Flusses Paoua; dort befindet sich auch das Fußballfeld. Am nordöstlichen Stadtrand liegt der Flugplatz Paoua (FEFP, ⊙). Südwestlich des Flusses liegen die Siedlungen Poukay (⊙, 595 m) und Bonabili. Namhafte Ströme in der Nähe sind Lougan (⊙) und Ndoula (⊙),
Die Unterpräfektur Paoua erstreckt sich von der Grenze zum Tschad im Norden entlang der RR 6 nach Süden Richtung Bozoum. Bei Bédaoyo (⊙, 458 m) gibt es einen Grenzübergang zum Tschad.

## Geschichte
Paoua und seine Umgebung wurde nach Angriffen durch Rebellen und Regierungssoldaten 2006 und 2007 zur Geisterstadt. Der größte Teil der Bevölkerung ist in den Busch oder in Flüchtlingslager geflohen.
2017 wurde die Einwohnerzahl wieder auf 40.000 geschätzt. Bei militärischen Konflikten um Bah-Bessar, Mia-Pendé, Nana-Barya und Banhin Ouham Pende wurden über 70.000 Menschen zu Flüchtlingen und kamen nach Paoua. Dies führte zu einer wirtschaftlichen Notlage auch bei der lokalen Bevölkerung.
Die Präfektur Lim-Pendé wurde 2020 von Ouham-Pendé abgespalten, Paoua wurde als größte Stadt der neuen Präfektur zur Hauptstadt bestimmt.

## Persönlichkeiten
- Ange-Félix Patassé, (1937–2011) ehemaliger Präsident und Premierminister der Republik.
- Martin Ziguélé (* 12. Februar 1957) ehemaliger Premierminister Republik